# 科氏異胎䲁
科氏異胎䲁（學名：Heteroclinus colemani），為輻鰭魚綱䲁形目胎䲁科異胎䲁屬的一個種，分布於印度西太平洋澳洲海域，深度0至15公尺，本魚體延長且側扁，眼眶上方及鼻孔有短觸鬚，體褐色至紅色或紅橙色, 身體和尾部有深褐色斑點，上側有6-7個深色鞍狀斑紋，延伸至背鰭，背鰭和臀鰭呈紅色至棕色，硬棘跟軟條間的鰭膜透明，眼睛周圍有3條棕色和銀白色的條紋向外輻射，胸鰭後面有一個大的白色到銀白色的斑點，背鰭硬棘27-28枚、背鰭軟條3枚、臀鰭硬棘2枚、臀鰭軟條18-19枚，體長可達4.7公分，棲息在底中層水域，雌魚產附著性卵，雄魚會守護卵，幼魚為浮游性，生活習性不明。